# Xaxim
Xaxim är en kommun i Brasilien.   Den ligger i delstaten Santa Catarina, i den södra delen av landet, 1 300 km söder om huvudstaden Brasília. Antalet invånare är 25 697.
I omgivningarna runt Xaxim växer i huvudsak städsegrön lövskog. Runt Xaxim är det ganska glesbefolkat, med 29 invånare per kvadratkilometer.